# Кхотанг (район)
Кхотанг (непальск. खोटाङ जिल्ला) — один из 75 районов Непала. Входит в состав зоны Сагарматха, которая, в свою очередь, входит в состав Восточного региона страны. Административный центр — город Диктел.
Граничит с районом Окхалдхунга (на западе), районом Удаяпур (на юге), районом Солукхумбу (на севере) и районом Бходжпур зоны Коси (на востоке). Площадь района составляет 1591 км².
Население по данным переписи 2011 года составляет 206 312 человек, из них 97 092 мужчины и 109 220 женщин. По данным переписи 2001 года население насчитывало 231 385 человек. Коренной этнической группой этих мест является народ раи.